# Mala hidroelektrarna Ceršak
Mala hidroelektrarna Ceršak (kratica Mala HE Ceršak) je ena izmed hidroelektrarn na reki Muri in edina, ki leži na slovenskem delu reke. Od leta 2005 dalje elektrarno upravlja podjetje Dravske elektrarne Maribor. 